# Strepsitaurus williami
Strepsitaurus williami är en snäckart som beskrevs av Alan Solem 1997. Strepsitaurus williami ingår i släktet Strepsitaurus och familjen Camaenidae. Inga underarter finns listade i Catalogue of Life.